# 金鴻霄
金鴻霄，山東省萊州府平度州人，清朝政治人物、同進士出身。
光緒六年（1880年），参加庚辰科殿試，登進士三甲第124名。同年五月，著交吏部掣签，分发各省以知县即用。